# Alexander Köteles
Alexander Köteles (* 13. dubna 1944) je bývalý slovenský fotbalový útočník a trenér.

## Hráčská kariéra
V československé lize hrál za VSS Košice, aniž by skóroval. Debutoval v neděli 14. srpna 1966 v Košicích proti bratislavskému Slovanu (nerozhodně 0:0). Naposled nastoupil ve středu 19. dubna 1967 v Brně na stadionu Za Lužánkami v zápase proti domácímu Spartaku ZJŠ (prohra 0:1).
Dařilo se mu v Rappanově poháru hraném v létě 1966, vstřelil tři z dvanácti branek VSS Košice v 9. skupině. Vsítil druhou branku Košic v domácím zápase s Borussií Neunkirchen, na hřišti téhož soupeře dal obě branky košických.

### Prvoligová bilance
| Ročník             | Zápasy | Góly | Minuty | Klub          |
| ------------------ | ------ | ---- | ------ | ------------- |
| I. liga 1966/67    | 9      | 0    | 765    | TJ VSS Košice |
| CELKEM I. ČS. LIGA | 9      | 0    | 765    |               |

## Trenérská kariéra
Po skončení hráčské kariéry se stal trenérem.